# Oxepano
Oxepano é um composto químico heterocíclico saturado com a fórmula C6H12O. É o mais simples dos heteroalifáticos contendo oxigênio.

## Obtenção
Pode ser sintetizado por reação de ciclização de alcenossulfetos induzida por eletrófilos.

Pode ser obtido também a partir da ciclização de 1,6-hexanodiol, em DMSO a 190 ° C, no entanto, com um baixo rendimento. Uma outra possibilidade, que, contudo, proporciona um rendimento comparativamente baixo, é a ciclização de 1,6-diclorohexano com hidróxido de potássio.

## Reações químicas
Oxepanos pode ser usados pela abertura deseu anel, para representar derivados α,ω-funcionalizados do hexano. Para a abertura do anel podem ser usados ácidos de Lewis ou ácidos de Bronsted. Assim, a reação oxepano por intermédio de iodeto de sódio diclorofosfato de fenila e resultando em 1,6-Di-iodo-hexano.
A partir da reação com tribrometo de boro seguida por oxidação pelo PCC obtem-se o 6-bromohexanal.

## Polimerização
Oxepano pode ser polimerizado por iniciadores catiônicos tais como C2H5OSbCl6 para formar um sólido cristalino de ponto de fusão de aproximadamente 56–58 °C.